# گمینا ناونچوو
گمینا ناونچوو (به لهستانی:  Gmina Nałęczów) یک گمینا در لهستان است که در شهرستان پوواو واقع شده‌است. گمینا ناونچوو ۶۲٫۸۶ کیلومتر مربع مساحت و ۹٬۵۰۲ نفر جمعیت دارد.